# 박흥규 (1912년)
박흥규(1912년 9월 15일~1997년 3월 10일)는 대한민국의 정치인이다. 제3·4대 국회의원을 지냈다.

## 역대 선거 결과
|  | 37.84% |

|  | 66.66% |

|  | 26.10% |

|  | 33.93% |